# Айзекс, Генри Аарон
Ге́нри А́арон А́йзекс (англ. Henry Aaron Isaacs; 15 августа 1830, Лондон — 2 августа 1909, Лондон) — британский предприниматель и общественный деятель.
Старший сын в еврейской семье торговца фруктами Майкла Айзекса (1802—1859) и Сары (1793—1859; урождённой Мендоза). Его младшим братом был Джозеф Майкл Айзекс (1832—1908) — отец будущего маркиза Рединга.
Больше четверти века работал на пользу родного города. Он принимал участие в улучшении жилищ для бедных. Благодаря его стараниям был сооружён мост Тауэр-бридж. В 1869 году он был избран председателем City Lands Committee. Несколько лет спустя, в качестве главы Markets Committee, давал ценные показания перед палатой общин.
В 1887 году был избран шерифом Лондона и Мидлсекса и возведён в дворянское достоинство. В 1889 году он был избран лорд-мэром Лондона и впоследствии опубликовал мемуары о своей деятельности на этом посту («Memoirs of my mayralty»).
В сентябре 1848 года он женился на Элеоноре Роуленд (1830—1901), дочери Александра Макдональда Роуленда (1789—1855). У них было четверо детей: Майкл Генри Айзекс (1850—1897); Луиза Эллен Айзекс (1851—1925); Сара Айзекс (1856—1949) и Джозеф Александр Айзекс (1868—1942). По крайней мере, один из их детей родился глухонемым, что вызвало интерес Айзека к обучению глухонемых. Отдавая предпочтение устной системе обучения глухонемых, его брошюра «Sounds Versus Signs» (Звуки против знаков) была весьма ценима специалистами.